# Caresanablot
Caresanablot är en ort och kommun i provinsen Vercelli i regionen Piemonte, Italien.  Kommunen hade 1 123 invånare (2018).